# Desmiphora barbata
Desmiphora barbata là một loài bọ cánh cứng trong họ Cerambycidae.